# Assemblea legislativa dell'Umbria
L'Assemblea legislativa dell'Umbria è l'organo legislativo rappresentativo della Regione Umbria. Istituito nel 1970, è composto da 21 membri, compreso il presidente della giunta regionale. Ha sede nella città di Perugia, a Palazzo Cesaroni.
Eccezion fatta per i casi di fine anticipata della legislatura, l'assemblea rimane in carica per cinque anni.

## Storia
Il 20 luglio 1970 nella Sala dei Notari di Perugia, si insediò ufficialmente il primo Consiglio regionale dell'Umbria che il 25 novembre dello stesso anno deliberò il primo Statuto regionale, che fu promulgato dal Presidente della Repubblica con la legge 344 del 22 maggio 1971. Lo Statuto, che in armonia con la Costituzione determinò la forma di governo e i principi fondamentali di organizzazione dell'ente, venne poi modificato attraverso la legge numero 44 del 1992.
La riforma del Titolo V della Costituzione, confermata dal referendum costituzionale del 2001, ha portato anche in Umbria all'approvazione del nuovo Statuto, entrato ufficialmente in vigore con la legge regionale 21 del 16 aprile 2005. L'8 maggio 2007 è stato inoltre deliberato il nuovo Regolamento del Consiglio regionale, che disciplina l'organizzazione del Consiglio, dei suoi organi interni e i procedimenti di formazione delle leggi e degli atti consiliari.

## Funzioni e organi

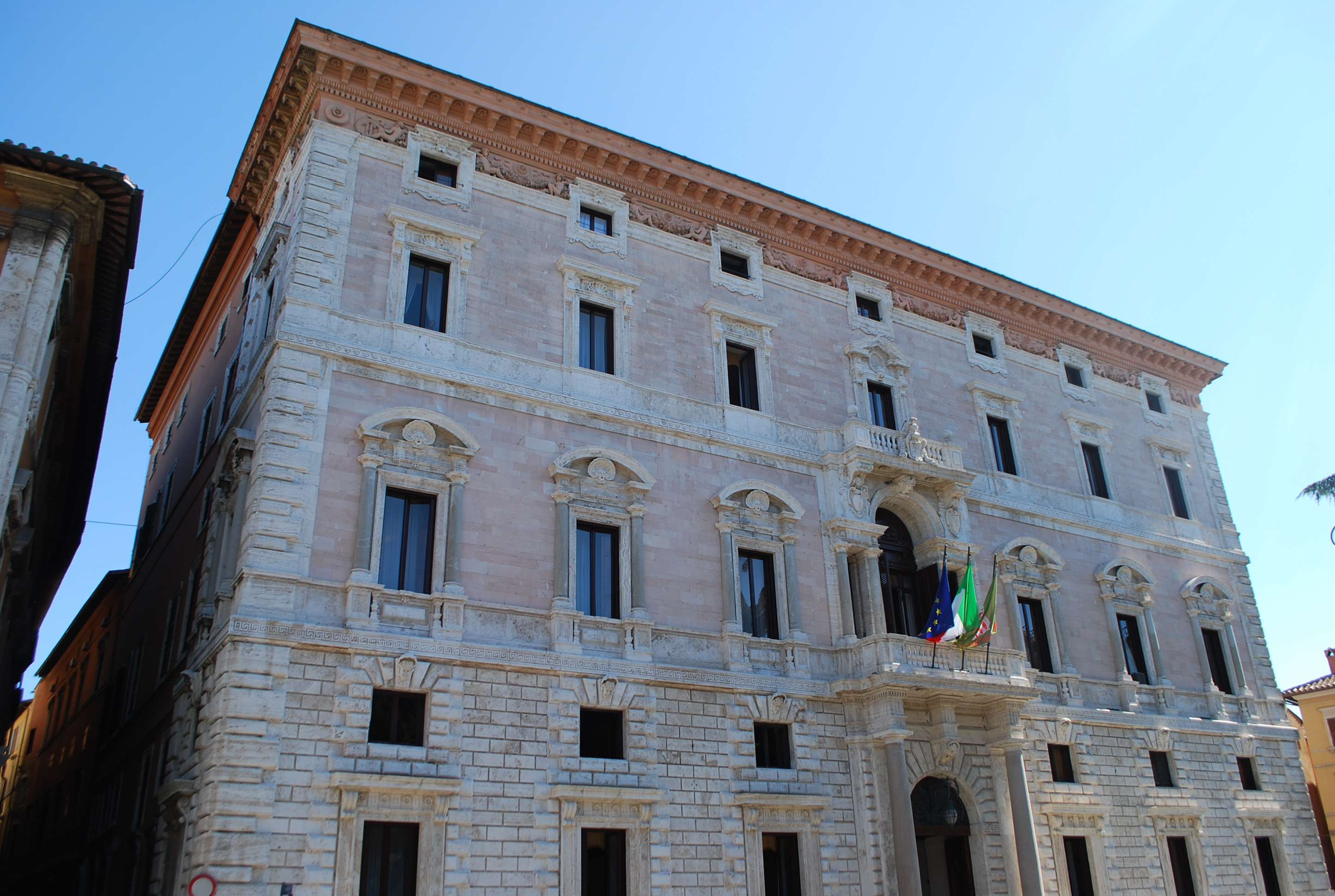
Palazzo Cesaroni, sede dell'assemblea

L'Assemblea legislativa è composta dai consiglieri, rappresentanti politici eletti dai cittadini residenti in Umbria, che si costituiscono in gruppi consiliari. Ogni consigliere è assegnato inoltre ad almeno una commissione consiliare permanente o a una commissione di inchiesta costituitasi in seno all'Assemblea.
La principale funzione dell'Assemblea è quella di approvare le modifiche allo Statuto, il bilancio regionale e le leggi e i regolamenti nelle materie di competenza regionale. Può inoltre presentare proposte di legge al Parlamento e designa, tra i consiglieri, tre delegati che partecipano all'elezione del Presidente della Repubblica Italiana Le sedute sono pubbliche e aperte a tutti i cittadini.
L'Assemblea è presieduta dal Presidente, eletto insieme ai Vice Presidenti nella prima seduta utile dopo la convalida dei consiglieri, che ha la funzione di convocare le riunioni e dirigere i lavori d'aula, assegnando anche gli atti alle commissioni competenti. Ha inoltre il potere di decretare, sentito il parere dell'Ufficio di Presidenza, lo scioglimento dell'Assemblea al di fuori dei casi previsti dall’art. 126, comma 1, della Costituzione e verificare la ricevibilità delle mozioni di sfiducia.
Dal 2012 all'interno dell'Assemblea è stato costituito anche un collegio dei revisori dei conti, che ha il compito di vigilare sulla regolarità contabile, finanziaria ed economica della gestione dell'ente.

## Organi istituzionali del consiglio regionale

### Presidenti
| Legislatura                                      | Presidente                                     | Partito                                        | Periodo                                        |                                                |
| Presidenti del Consiglio regionale (1970-2015)   | Presidenti del Consiglio regionale (1970-2015) | Presidenti del Consiglio regionale (1970-2015) | Presidenti del Consiglio regionale (1970-2015) | Presidenti del Consiglio regionale (1970-2015) |
| ------------------------------------------------ | ---------------------------------------------- | ---------------------------------------------- | ---------------------------------------------- | ---------------------------------------------- |
| I                                                | Fabio Fiorelli                                 |                                                | Partito Socialista Italiano                    | 7 giugno 1970 – 1975                           |
| II                                               | Fabio Fiorelli                                 |                                                | Partito Socialista Italiano                    | 7 giugno 1970 – 1975                           |
| 1975 – 1977                                      | Fabio Fiorelli                                 |                                                | Partito Socialista Italiano                    |                                                |
| Settimio Gambuli                                 |                                                | Partito Comunista Italiano                     | 1977 – 1978                                    |                                                |
| Massimo Arcamone                                 |                                                | Partito Repubblicano Italiano                  | 1978 – 1979                                    |                                                |
| Roberto Abbondanza                               |                                                | Partito Comunista Italiano                     | 1979 – 1980                                    |                                                |
| III                                              | Enzo Paolo Tiberi                              |                                                | Partito Repubblicano Italiano                  | 1980 – 1985                                    |
| IV                                               | Giampaolo Bartolini                            |                                                | Partito Comunista Italiano                     | 1985                                           |
| IV                                               | Velio Lorenzini                                |                                                | Partito Socialista Italiano                    | 12 maggio 1985 – 21 marzo 1990                 |
| V                                                | Sanio Panfili                                  |                                                | Partito Comunista Italiano                     | 17 giugno 1990 – 23 luglio 1991                |
| V                                                | Claudio Spinelli                               |                                                | Partito Repubblicano Italiano                  | 23 luglio 1991 – 22 luglio 1992                |
| V                                                | Mariano Borgognoni                             |                                                | Partito Democratico della Sinistra             | 22 luglio 1992 – 31 maggio 1993                |
| V                                                | Giampaolo Bartolini                            |                                                | Partito della Rifondazione Comunista           | 9 giugno 1993 – 28 dicembre 1993               |
| V                                                | Luciano Neri                                   |                                                | Federazione dei Verdi                          | 28 dicembre 1993 – 24 aprile 1995              |
| VI                                               | Gianpiero Bocci                                |                                                | Partito Popolare Italiano                      | 30 maggio 1995 – 23 luglio 1997                |
| VI                                               | Carlo Liviantoni                               |                                                | Partito Popolare Italiano                      | 26 luglio 1997 – 3 marzo 2000                  |
| VI                                               | Giorgio Bonaduce                               |                                                | Partito dei Comunisti Italiani                 | 30 maggio 2000 – 18 dicembre 2000              |
| VII                                              | Giorgio Bonaduce                               |                                                |                                                | 30 maggio 2000 – 18 dicembre 2000              |
| Carlo Liviantoni                                 |                                                | La Margherita                                  | 21 dicembre 2000 – 15 aprile 2004              |                                                |
| Mauro Tippolotti                                 |                                                | Partito della Rifondazione Comunista           | 15 aprile 2004 – 26 marzo 2009                 |                                                |
| Mauro Tippolotti                                 | VIII                                           |                                                | 15 aprile 2004 – 26 marzo 2009                 |                                                |
| Fabrizio Felice Bracco                           |                                                | Partito Democratico                            | 1º aprile 2009 – 30 marzo 2010                 |                                                |
| IX                                               | Eros Brega                                     |                                                | Partito Democratico                            | 16 aprile 2010 – 10 giugno 2015                |
| Presidenti dell'Assemblea legislativa (dal 2015) |                                                |                                                |                                                |                                                |
| X                                                | Donatella Porzi                                |                                                | Partito Democratico                            | 20 giugno 2015 – 7 novembre 2019               |
| XI                                               | Marco Squarta                                  |                                                | Fratelli d'Italia                              | 3 dicembre 2019 – 18 luglio 2024               |
| XI                                               | Eleonora Pace                                  |                                                | Fratelli d'Italia                              | 18 luglio 2024 – 17 dicembre 2024              |
| XII                                              | Sarah Bistocchi                                |                                                | Partito Democratico                            | 20 dicembre 2024 – in carica                   |

### Composizione attuale
Il consiglio regionale, eletto con le elezioni del 2024, è così composto:
| Partito            | Partito                             | Seggi |
| ------------------ | ----------------------------------- | ----- |
|                    | Partito Democratico                 | 9     |
|                    | Movimento 5 Stelle                  | 1     |
|                    | Umbria Domani - Proietti Presidente | 1     |
|                    | Alleanza Verdi e Sinistra           | 1     |
| TOTALE MAGGIORANZA | TOTALE MAGGIORANZA                  | 13    |
|                    | Fratelli d'Italia                   | 3     |
|                    | Forza Italia                        | 2     |
|                    | Lega                                | 2     |
|                    | Tesei - Presidente per l'Umbria     | 1     |
| TOTALE OPPOSIZIONE | TOTALE OPPOSIZIONE                  | 8     |
| Totale seggi       | Totale seggi                        | 21    |

### Ufficio di presidenza
- Sarah Bistocchi (Presidente dell'Assemblea Legislativa);
- Bianca Maria Tagliaferri (Vice Presidente);
- Paola Agabiti (Vice Presidente).

### Gruppi assembleari di maggioranza  (centrosinistra)
- PD: Simona Meloni, Tommaso Bori, Cristian Betti, Francesco De Rebotti, Sarah Bistocchi, Stefano Lisci, Letizia Michelini, Francesco Filipponi, Maria Grazia Proietti;
- Umbria Domani - Stefania Proietti Presidente: Bianca Maria Tagliaferri, Stefania Proietti;
- M5S: Luca Simonetti;
- AVS: Fabrizio Ricci.

### Gruppi assembleari di minoranza (centrodestra)
- FdI: Eleonora Pace, Paola Agabiti, Matteo Giambartolomei;
- FI: Andrea Romizi, Laura Pernazza;
- Lega Nord: Enrico Melasecche Germini, Donatella Tesei;
- Tesei Presidente: Nilo Arcudi.